# Eurobike

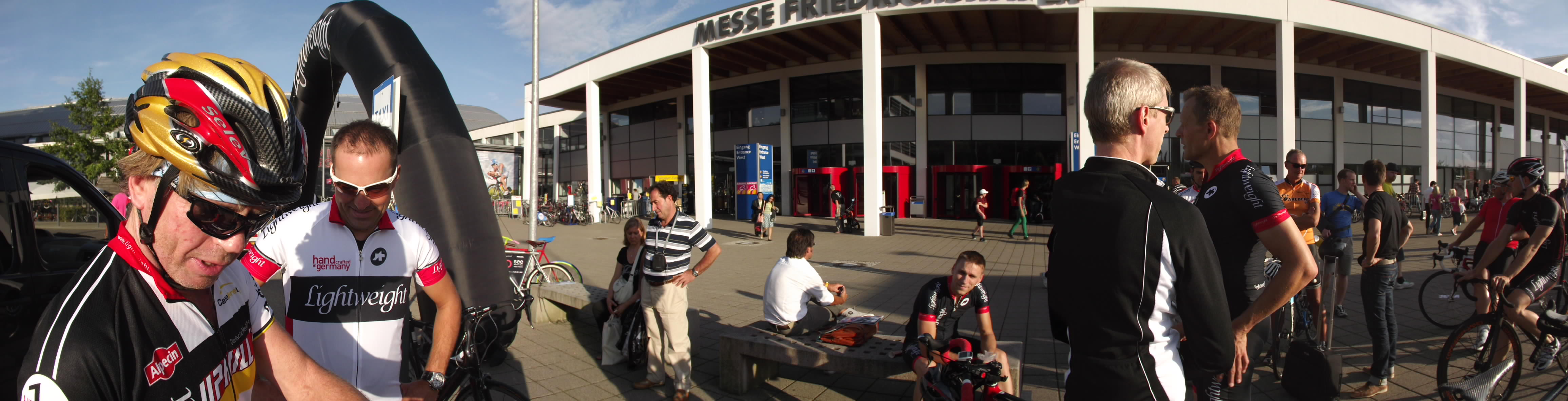
Eurobike 2011

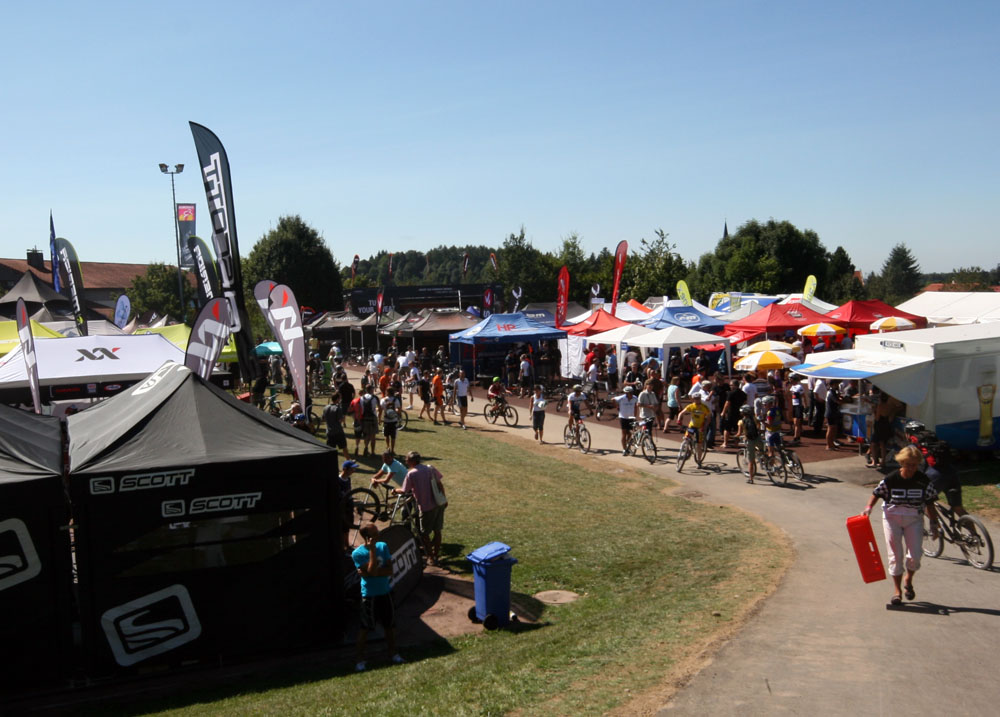
Día de demostración en Ratzenried

Eurobike es la feria de muestras internacional de la bicicleta, que se celebra anualmente desde 1991 en la primera semana de septiembre, en Messe Friedrichshafen, uno de los centros de exposiciones más grandes y modernas de Baden-Wuerttemberg, Alemania . El espectáculo de bicicletas está abierto a los visitantes profesionales de miércoles a viernes, y para el comercio y el público en general el sábado.
Según los organizadores, 43.700 visitantes profesionales de 97 países y unos 20.501 aficionados adicionales de la bicicleta, asistieron a la feria en 2012. Esto también incluía 1.889 periodistas de 42 países.